# Omnipresència
L'omnipresència és un atribut diví present a la majoria de religions, que indica que Déu o la presència sagrada està a tot arreu. A Orient s'entén com que tot l'univers està imbuït d'una força sacra i les religions monoteistes aposten per una constant vigilància i proximitat d'un Déu no material que controla alhora l'espai i el temps. És un concepte proper al panteisme, però que afirma la superioritat d'un ésser o força, i no simplement constata el caràcter potencialment diví de tots els éssers.
Algunes de les paradoxes conceptuals que porta associada l'omnipresència són les següents
- com pot estar Déu a tot arreu, inclòs l'infern, si aquest es defineix per l'absència de Déu?
- com es pot estar a un lloc o a tots si es transcendeix l'espai i no és un ens material?
- està Déu present als actes erronis o malèvols si és extrema Bondat?
- podria no estar a tot arreu per la seva omnipotència?

Per resoldre algunes de les paradoxes, els teòlegs fan èmfasi en el caràcter voluntari de l'omnipresència, Déu pot estar a tot arreu per les seves característiques, però tria no estar allà on rau el mal, que respon al lliure albir humà (atribut també atorgat voluntàriament per Déu). No totes les escoles de teologia comparteixen aquest raonament, que s'emparenta amb la teodicea o justificació del pecat en un món creat per un ésser bo.
L'omnipresència permet, entre d'altres, que cada cop el Déu cristià s'encarni en l'eucaristia sense deixar d'estar a altres indrets.